# Mistrzostwa Polski w Szachach 1991
Mistrzostwa Polski w Szachach 1991 – turnieje szachowe, rozegrane w 1991 r. w Cetniewie (mężczyźni) i Lubniewicach (kobiety), mające na celu wyłonienie 48. mistrza Polski mężczyzn oraz 43. mistrzynię Polski kobiet. Oba turnieje rozegrano systemem kołowym z udziałem 14 zawodników i 14 zawodniczek. 
Złote medale zdobyli: Aleksander Sznapik (4. raz w karierze) i Czesława Grochot (1. raz w karierze).

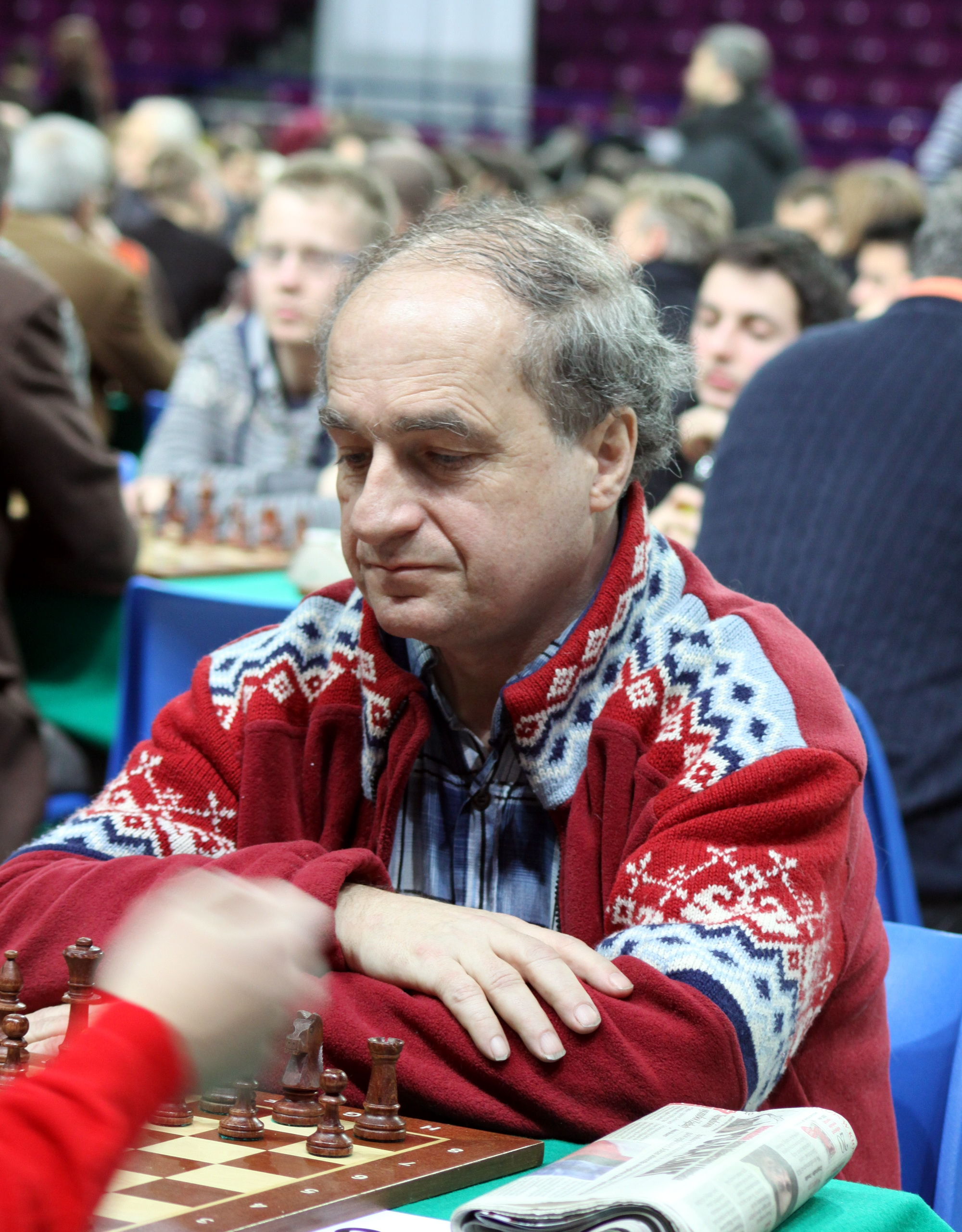
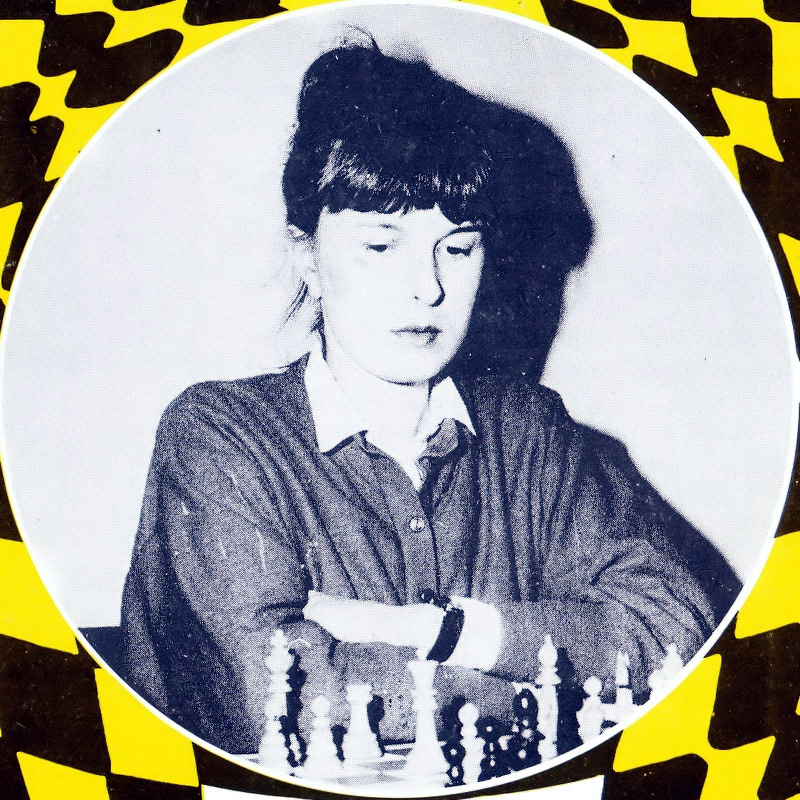

## Wyniki 48. Mistrzostw Polski Mężczyzn
Cetniewo, 1 – 14 marca 1991
| Miejsce | Zawodnicy            | Ranking | 1 | 2 | 3 | 4 | 5 | 6 | 7 | 8 | 9 | 10 | 11 | 12 | 13 | 14 | Razem | Berger |
| ------- | -------------------- | ------- | - | - | - | - | - | - | - | - | - | -- | -- | -- | -- | -- | ----- | ------ |
| złoto   | Aleksander Sznapik   | 2445    |   | 0 | ½ | 1 | ½ | ½ | ½ | 1 | ½ | 1  | 1  | 1  | 1  | 1  | 9½    |        |
| srebro  | Klaudiusz Urban      | 2395    | 1 |   | ½ | ½ | ½ | ½ | ½ | ½ | ½ | ½  | ½  | 1  | 1  | 1  | 8½    | 50,00  |
| brąz    | Krzysztof Pańczyk    | 2415    | ½ | ½ |   | ½ | ½ | ½ | ½ | ½ | 1 | ½  | ½  | 1  | 1  | 1  | 8½    | 48,75  |
| 4       | Marek Matlak         | 2405    | 0 | ½ | ½ |   | ½ | ½ | 1 | ½ | 1 | ½  | ½  | 1  | ½  | 1  | 8     | 46,00  |
| 5       | Robert Kuczyński     | 2465    | ½ | ½ | ½ | ½ |   | ½ | ½ | ½ | ½ | ½  | ½  | 1  | 1  | 1  | 8     | 45,50  |
| 6       | Piotr Staniszewski   | 2385    | ½ | ½ | ½ | ½ | ½ |   | ½ | ½ | ½ | ½  | ½  | ½  | 1  | 1  | 7½    |        |
| 7       | Dominik Pędzich      | 2400    | ½ | ½ | ½ | 0 | ½ | ½ |   | ½ | ½ | ½  | 1  | ½  | ½  | 1  | 7     | 41,25  |
| 8       | Włodzimierz Schmidt  | 2460    | 0 | ½ | ½ | ½ | ½ | ½ | ½ |   | ½ | ½  | 1  | ½  | ½  | 1  | 7     | 40,50  |
| 9       | Jacek Gdański        | 2420    | ½ | ½ | 0 | 0 | ½ | ½ | ½ | ½ |   | 1  | ½  | ½  | 1  | 1  | 7     | 39,25  |
| 10      | Zbigniew Jaśnikowski | 2435    | 0 | ½ | ½ | ½ | ½ | ½ | ½ | ½ | 0 |    | ½  | 1  | ½  | 1  | 6½    |        |
| 11      | Przemysław Skalik    | 2415    | 0 | ½ | ½ | ½ | ½ | ½ | 0 | 0 | ½ | ½  |    | ½  | ½  | 1  | 5½    |        |
| 12      | Paweł Jaracz         | 2300    | 0 | 0 | 0 | 0 | 0 | ½ | ½ | ½ | ½ | 0  | ½  |    | ½  | ½  | 3½    | 19,25  |
| 13      | Marek Kempys         | 2335    | 0 | 0 | 0 | ½ | 0 | 0 | ½ | ½ | 0 | ½  | ½  | ½  |    | ½  | 3½    | 19,25  |
| 14      | Bogdan Grabarczyk    | 2325    | 0 | 0 | 0 | 0 | 0 | 0 | 0 | 0 | 0 | 0  | 0  | ½  | ½  |    | 1     |        |

## Wyniki 43. Mistrzostw Polski Kobiet
Lubniewice, 26 lutego – 11 marca 1991
| Miejsce | Zawodniczki            | Ranking | 1 | 2 | 3 | 4 | 5 | 6 | 7 | 8 | 9 | 10 | 11 | 12 | 13 | 14 | Razem | Berger |
| ------- | ---------------------- | ------- | - | - | - | - | - | - | - | - | - | -- | -- | -- | -- | -- | ----- | ------ |
| złoto   | Czesława Grochot       | 2145    |   | 0 | 1 | ½ | 1 | ½ | 1 | 1 | 1 | ½  | ½  | ½  | 1  | 1  | 9½    |        |
| srebro  | Joanna Jagodzińska     | 2165    | 1 |   | ½ | 0 | ½ | ½ | 1 | 1 | 1 | ½  | 1  | ½  | ½  | 1  | 9     |        |
| brąz    | Anna Lissowska         | 2195    | 0 | ½ |   | ½ | ½ | ½ | ½ | 1 | 1 | 1  | ½  | 1  | 1  | ½  | 8½    |        |
| 4       | Bożena Sikora-Giżyńska | 2205    | ½ | 1 | ½ |   | 0 | ½ | 0 | 0 | ½ | 1  | 1  | 1  | 1  | 1  | 8     |        |
| 5       | Halina Jałowiec        | 2125    | 0 | ½ | ½ | 1 |   | 1 | ½ | 0 | 1 | 1  | 0  | ½  | 1  | ½  | 7½    | 47,00  |
| 6       | Iwona Świecik          | 2245    | ½ | ½ | ½ | ½ | 0 |   | 0 | ½ | ½ | 1  | 1  | 1  | ½  | 1  | 7½    | 42,75  |
| 7       | Renata Henc            | 2105    | 0 | 0 | ½ | 1 | ½ | 1 |   | ½ | 0 | 1  | ½  | ½  | 1  | 1  | 7½    | 42,50  |
| 8       | Agnieszka Słabek       | 2165    | 0 | 0 | 0 | 1 | 1 | ½ | ½ |   | 0 | ½  | 1  | 1  | 0  | 1  | 6½    | 37,00  |
| 9       | Krystyna Dąbrowska     | 2185    | 0 | 0 | 0 | ½ | 0 | ½ | 1 | 1 |   | 0  | ½  | 1  | 1  | 1  | 6½    | 33,75  |
| 10      | Katarzyna Bukowska     | 2100    | ½ | ½ | 0 | 0 | 0 | 0 | 0 | ½ | 1 |    | ½  | 1  | 1  | 1  | 6     |        |
| 11      | Alicja Zawadzka        | 2125    | ½ | 0 | ½ | 0 | 1 | 0 | ½ | 0 | ½ | ½  |    | 0  | ½  | 1  | 5     |        |
| 12      | Dominika Tust          | 2095    | ½ | ½ | 0 | 0 | ½ | 0 | ½ | 0 | 0 | 0  | 1  |    | ½  | 1  | 4½    |        |
| 13      | Elżbieta Sosnowska     | 2130    | 0 | ½ | 0 | 0 | 0 | ½ | 0 | 1 | 0 | 0  | ½  | ½  |    | ½  | 3½    |        |
| 14      | Jadwiga Gasik          | 2020    | 0 | 0 | ½ | 0 | ½ | 0 | 0 | 0 | 0 | 0  | 0  | 0  | ½  |    | 1½    |        |